# 델리의 철 기둥

델리의 철기둥

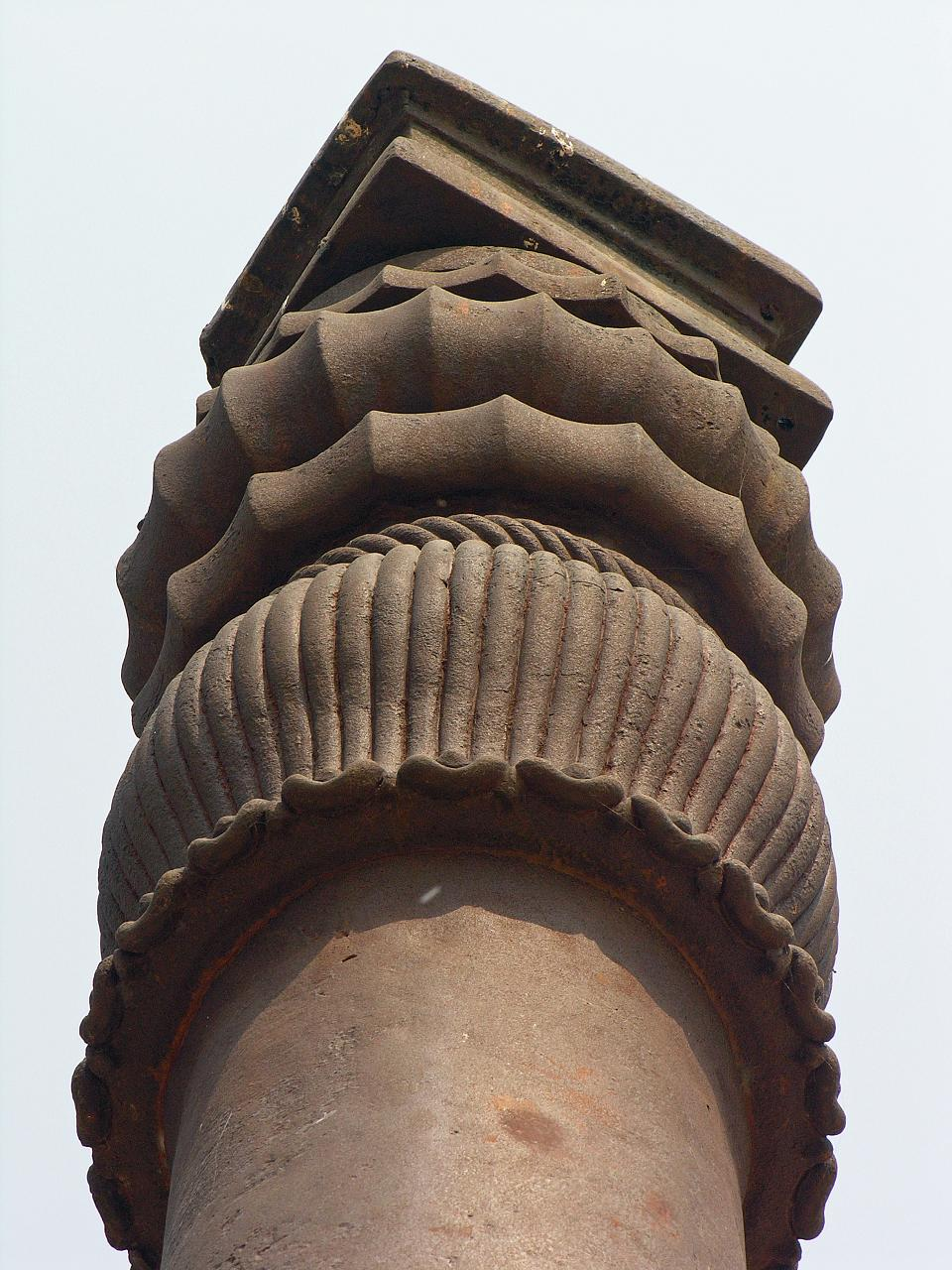
기둥 상부

델리의 철기둥은 인도 델리 시 교외의 세계 유산 쿠트브 미나르 안에 있는 녹슬지 않는 철기둥. 체드라바르만의 기둥이라고도 한다.
99.72%라고 하는 고순도 철로 만들어져 있어, 표면에는 산스크리트어의 비문이 새겨지고 있다. 직경은 약 44 cm, 높이는 약 7 m, 지하에 파묻히고 있는 부분은 약 2 m, 무게는 약 10톤.
현재는 델리 남부 교외 메헤라우리 마을의 이슬람교 예배소나 그 외의 종류의 역사적 건조물이 모인 쿠트브 콤플렉스 (Qutb Complex) 내에 있어, 인도 유수한 관광지가 되어 있다. 서기 415년에 지어졌다고 한다. 지상 부분은 1500년 이상의 사이 녹이 내부에 진행되고 있지 않지만, 지하 부분에서는 부식이 시작되어 있는 모양.
일반적으로 '아소카 왕의 기둥'으로 불리고 있지만, 아소카 왕이 세운 것이 아니고, 아소카 왕에서 700년 가깝게도 뒤의 것이다.

## 철이 녹스는 이유
자연계에서 불안정한 철 (Fe)은 산소를 수중에 넣고, 철광석은 Fe2O3, Fe3O4 등 산화철 상태로 안정된다. 정련한 철도 마찬가지로, 그 과정에서 생기는 산화철이 녹이다.

## 녹슬지 않는 철

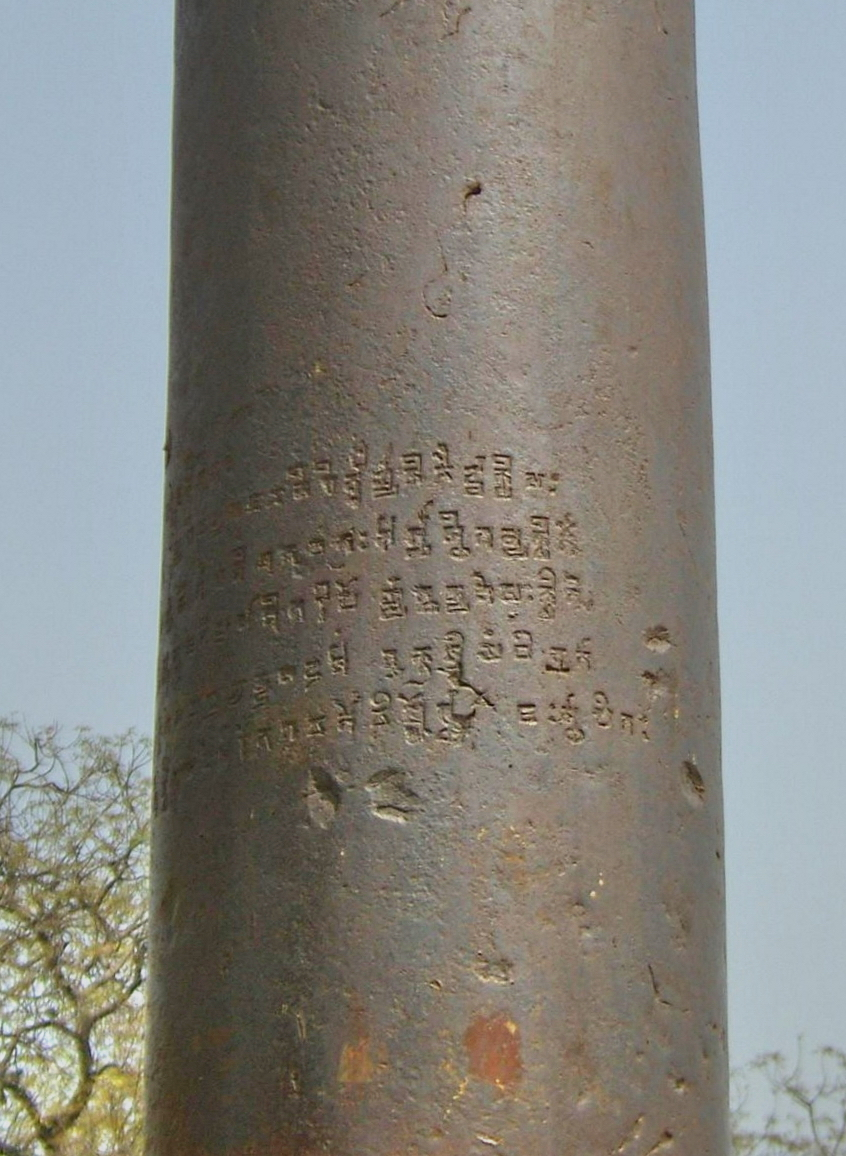
표면에 새겨진 산스크리트의 비문

가열하면서 단련한 철이 녹슬기 어려운 것은 경험이라 알려져 있다. 열을 더해 두드리는 것으로, 불순물이 외측에 밀려 나와 철의 순도가 올라, 내부에서는 재결정화가 촉진되는 일에 의한다. 예로서 일본도가 있지만, 손질을 게을리하면 역시 녹을 일으킨다. 
현대로는 녹슬지 않는 철로서 1913년에 개발된 스테인리스강이 알려져 있다. 이는 철 (Fe)에 크롬 (Cr)과 니켈 (Ni)을 일정량 더한 것으로, 금속의 표면에 산화 피막을 형성하는 것으로 녹의 발생을 막고 있다.
고대가 녹슬지 않는 철로서는 같이 단조의 다마스쿠스 강철이 유명하고, 철기둥도 이는 아닐까 말해진다. 다만, 다마스쿠스 강철도 전혀 녹슬지 않는 것은 아니고, 또 주목을 끄는 것은 오히려 모양의 아름다움에 의한다.

## 철기둥이 녹슬지 않는 이유
철기둥이 순도가 높은 철제이니까 녹슬지 않는다는 것은 잘못이다. 금속 공학의 전문가, 인도 공과대학교의 바라스브라마니암 박사에 의하면, 99.72%의 순도라면 50년 정도로 녹슨다고 한다. 1500년간 풍우에 노출하면서 녹슬지 않았던 이유는, 철의 순도 문제는 아니고 불순물의 존재에 있다는 가설이 유력하다.
인도에서 나오는 철광석에는 인 (P)이 비교적 많이 포함되어 있다. 또, 인도에서는 철을 정제 할 때에 미미센나라는 인을 포함한 식물을 더하고 있던 기록이 있다고 한다. 인을 풍부하게 포함한 철을 얇은 원반상으로 가열하면서 두드리면, 철의 표면은 인산 화합물로 덮인다. 그 원반을 겹쳐 쌓아 한 층 더 두드려 일체화시키면, 철기둥의 표면이 인산 화합물로 코팅 되어 녹에 강한 철기둥이 완성한다고 한다.
또, '이 기둥은 지중 깊이 달해, 지중을 지배하는 뱀의 왕 바스키 (Vasuki)의 목에 박히고 있다'라는 전승이 있어, 이전에는 관광객들이 그 이상한 힘을 닮으려고 기둥을 손대거나 그 중에는 위까지 오른 사람도 있다고 한다. 현지인들은 몸에 기름을 발라 태양광선으로부터 피부를 지키는 습관이 있어, 그 기름이 기둥에 도착하는 것에 의해서 녹을 막고 있는 것은 아닌가 라는 설도 있지만, 현재, 기둥의 주위는 책으로 둘러싸지고 있기 때문에, 사람이 직접 접하는 것은 할 수 없다.